# Славгородка
Славгородка — село в Одесском районе Омской области. Входит в состав Одесского сельского поселения.

## История
Основано в 1909 году. В 1928 году село Славгородское состояло из 100 хозяйств, основное население — украинцы. Центр Славгородского сельсовета Одесского района Омского округа Сибирского края.

## Население
| 1926 | 2010 |
| ---- | ---- |
| 561  | ↘184 |